# Złota Skała (studio)
Złota Skała (Gold Rock, Gold Rock Studio) – studio nagrań oraz wytwórnia płytowa założona w 1986 przez Roberta Brylewskiego w warszawskim klubie „Hybrydy”.
Przez pierwsze lata nagrań dokonywano przy pomocy analogowego sprzętu, a zdobyte w ten sposób materiały wydawano w  trzecim obiegu w postaci kaset magnetofonowych.
W 1989 dzięki cyfrowemu sprzętowi zakupionemu przez Marcina Millera studio nabrało bardziej profesjonalnego charakteru, a dzięki zmianie ustroju Złota Skała zaczęła również wydawać płyty oficjalnie. Siedzibą studia była wieś Stanclewo pod Olsztynem, gdzie w tym czasie mieszkał Robert Brylewski i członkowie grup Armia i Izrael. Tam też powstaje m.in. słynna płyta Armii Legenda oraz Tehno Terror Maxa i Kelnera.
W 1991 studio przeniesiono do Warszawy, do klubu „Riviera-Remont”. Do Brylewskiego dołączają młodzi producenci – Tomasz Zuber, Marek Grzesik i Jarek „Smok” Smak (gitarzysta grupy Post Regiment, później również Falarek Band).
Ostatnią siedzibą studia był klub studencki „Proxima”. Z powodu śmierci Marka Grzesika, odpowiadającego za stronę biznesową wytwórni, oraz kłopotów finansowych, wytwórnia została zamknięta pod koniec lat 90. Wydane przez nią albumy są jednak wznawiane przez inne wytwórnie.

## Wydawnictwa

### Kasety magnetofonowe
- GR001 Będzie Dobrze – Human Energy (1994)
- GR002 Antidotum – Katharsis (1994)
- GR003 Kryzys – 78–81 (1994)
- GR004 Stage of Unity – Good Connection (1994)
- GR005 RAS – Stick & Carrot (1994)
- GR006 Gangrena – Gangrena (1994)
- GR007 Falarek Band – Falarek (1996)
- GR008 Brygada Kryzys – Live in Remont 13 grudnia 93 (1996)
- GR009 Izrael – Biada, biada, biada (1996 – reedycja)
- GR010 Izrael – 1991 (1996 – reedycja)
- GR011 Starzy Singers – Ombreola (1996)
- GR012 Izrael – In dub (1997)
- GR013 WC – Archiwum (1997)

### CD
- GR001 Falarek Band – + + + (EP) (1996)
- GR002 Falarek Band – Falarek (1996)
- GR003 Izrael – Biada, biada, biada (1996 – reedycja)
- GR004 Izrael – 1991 (1996 – reedycja)
- GR005 Starzy Singers – Ombreola (1996)
- GR006 Izrael – In dub (1997)